# Rosensteinbunker
Der Rosensteinbunker ist ein Hochbunker im Stuttgarter Stadtteil Bad Cannstatt, der während des Zweiten Weltkriegs als Schutzbauwerk für Zivilisten errichtet wurde und heute für verschiedene Zwecke genutzt wird. Er befindet sich an der Badstraße 51, unmittelbar an der Rosensteinbrücke, und diente unter anderem als Unterkunft für Flüchtlinge und später als Hotel.

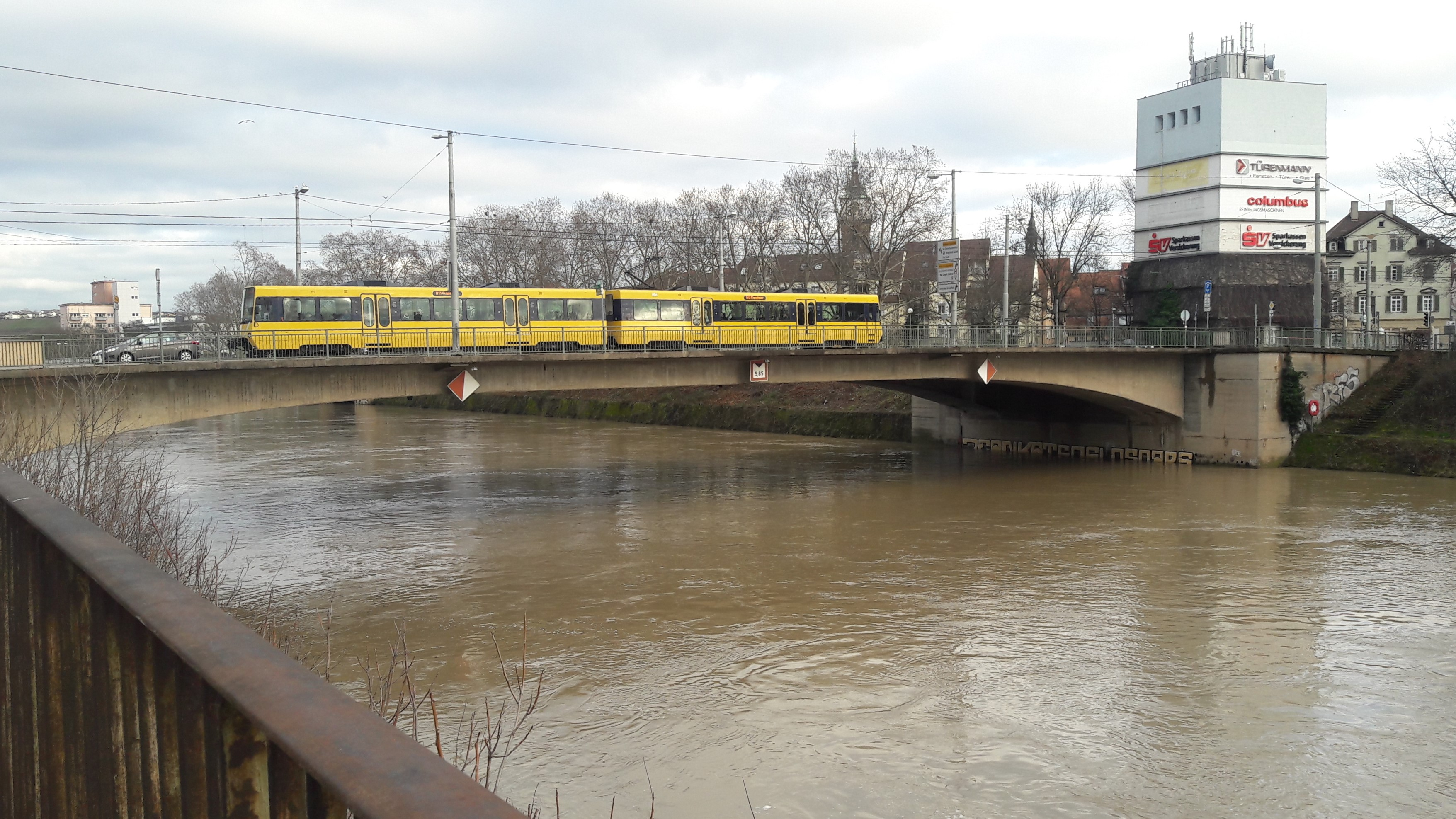
Rosensteinbunker auf der rechten Neckarseite (2018), die Rosensteinbrücke für Straßenbahn und Individualverkehr wurde Anfang 2024 abgerissen.

## Geschichte

### Bau und Nutzung im Zweiten Weltkrieg
Der Rosensteinbunker wurde 1942 fertiggestellt und sollte ursprünglich 1470 Personen Schutz bieten. Der Bunker war mit einem Aufzug ausgestattet, der von der Firma Zaiser geliefert wurde, um Munition zur geplanten Flakstellung auf dem Dach zu transportieren. Die Rosensteinbrücke wurde gegen Ende des Zweiten Weltkriegs von der Deutschen Wehrmacht gesprengt, was die Straßenbahnlinie 13 unterbrach. Ab dem 1. Juli 1953 konnte die Linie wieder über die instandgesetzte Rosensteinbrücke verkehren. 

### Umnutzung nach dem Krieg
Nach dem Ende des Zweiten Weltkriegs wurde der Rosensteinbunker 1948 von Edmund Conen, einem ehemaligen Fußballspieler, als Hotelbetrieb genutzt. Zu dieser Zeit war die Hotelsituation in Stuttgart aufgrund der vielen Flüchtlinge und der Zerstörungen durch den Krieg angespannt. Conen eröffnete das Hotel, obwohl der Beginn des Betriebs von mehreren Problemen begleitet war, einschließlich der Umquartierung von Flüchtlingen und der Notwendigkeit, die Elektrotechnik und das Gebäude anzupassen. Trotz anfänglicher Schwierigkeiten und einer geringen Auslastung von nur 50 % konnte Conen seine Pacht mit Unterstützung der Stadt auf 500 DM reduzieren. Der Betrieb des Hotels im Bunker endete 1950, als Conen in den Fußball zurückkehrte.

### Weitere Nutzung und Nachfolger
Nach Conens Ausscheiden aus der Gastronomie übernahm der Bäckermeister Ernst Fischer den Bunker und betrieb bis 1953 wieder ein Hotel. Nach dem Ende dieses Betriebs wurde der Bunker erneut als Unterkunft für Flüchtlinge genutzt. Später wurde der Bunker als Träger für Funk- und Sendeanlagen genutzt und spielt heute eine wichtige Rolle in der Infrastruktur der Stadt.

## Technische Details
- Baujahr: 1941/42
- Bauunternehmen: Fritz Widmann, Heidenheim (abgelöst durch Gottlob Müller)
- Schutzplätze: 546 (1470 während des Zweiten Weltkriegs)
- Instandgesetzt: Ja
- Elektrifizierung: Ja
- Lüftungstechnik: Einfach
- Toiletten: Ja
- Notbrunnen: Nein

Die Grundfläche des Bunkers beträgt 64 m², er wurde ursprünglich als Schutzbau für Zivilisten konzipiert. Der Bunker wurde später für verschiedene zivile und militärische Zwecke genutzt, darunter die Funk- und Sendeanlagen, die bis heute im Bunker installiert sind.

## Bedeutung und Denkmalschutz
Der Rosensteinbunker ist heute ein bedeutendes Zeugnis der Luftschutzarchitektur im Zweiten Weltkrieg. Obwohl der Bunker selbst nicht unter Denkmalschutz steht, ist er ein wichtiger Teil der Geschichte Stuttgarts. Seine Rolle als Schutzbunker und später als Hotel zeigt die verschiedenen Phasen der Nachkriegsnutzung und seine Anpassung an die Bedürfnisse der Stadt.